# 承安 (金朝)
承安（1196年十一月—1200年）是金章宗的第二个年号。金章宗使用承安这个年号一共5年。

## 大事记
明昌七年（1196年）十一月二十三日（戊戌；西曆12月14日），有事於南郊，大赦，改元承安。承安元年只有一個多月。
承安五年（1200年）十二月一日（癸未；陽曆1月7日），詔改下個月為泰和元年。

## 出生
- 承安三年——金哀宗，金朝第九位皇帝。

## 纪年
| 承安 | 元年   | 二年   | 三年   | 四年   | 五年   |
| ---- | ------ | ------ | ------ | ------ | ------ |
| 公元 | 1196年 | 1197年 | 1198年 | 1199年 | 1200年 |
| 干支 | 丙辰   | 丁巳   | 戊午   | 己未   | 庚申   |

## 其他政权同期使用的年号
- 中國
  - 慶元（1195年－1200年）：宋—宋寧宗趙擴之年號
  - 天禧（1178年－1211年）：西遼—末主耶律直魯古之年號
  - 天慶（1194年－1206年）：西夏—夏桓宗李純祐之年號
  - 定安（1195年－1200年）：大理—段智興之年號
  - 鳳曆（1200年－？）：大理—段智廉之年號
- 越南
  - 天資嘉瑞（1186年－1202年）：李朝—李龍翰之年號
- 日本
  - 建久（1190年－1199年）：後鳥羽天皇之年号
  - 正治（1199年－1201年）：土御門天皇之年号

## 深入閱讀
- 李崇智. . 北京: 中華書局. 2004年12月. ISBN 7101025129.
- 鄧洪波. . 臺北: 國立臺灣大學東亞經典與文化研究計劃. 2005年3月  [2022-01-03]. ISBN 9789860005189. （原始内容 (pdf)存档于2007-08-25）.

## 参看
- 中國年號索引
- 其他政权使用的承安年号

| 前一年號： 明昌 | 金朝年号 | 下一年號： 泰和 |